# Gastronomía de Lituania

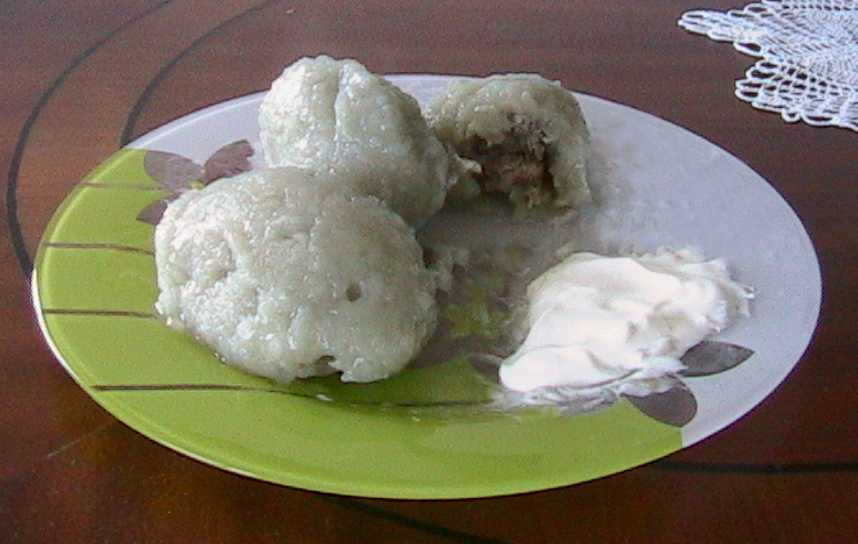
El plato nacional de Lituania: el Cepelinai

La gastronomía de Lituania se adapta al clima frío y húmedo del norte de Europa. Por esta razón es muy común el uso de cebada, patatas, centeno, remolachas, verduras de hoja verde, y setas que crecen abundantemente en sus bosques. No es raro ver alguno de estos ingredientes en las especialidades culinarias cotidianas. Debido a que comparte geográficamente lugar con otros países del este de Europa, el clima y las prácticas agricultoras tienen mucho en común con ellos, la cocina lituana tiene en común también con la cocina de los judíos asquenazíes. Sin embargo tiene sus propias características que la diferencian del resto.

## Influencias

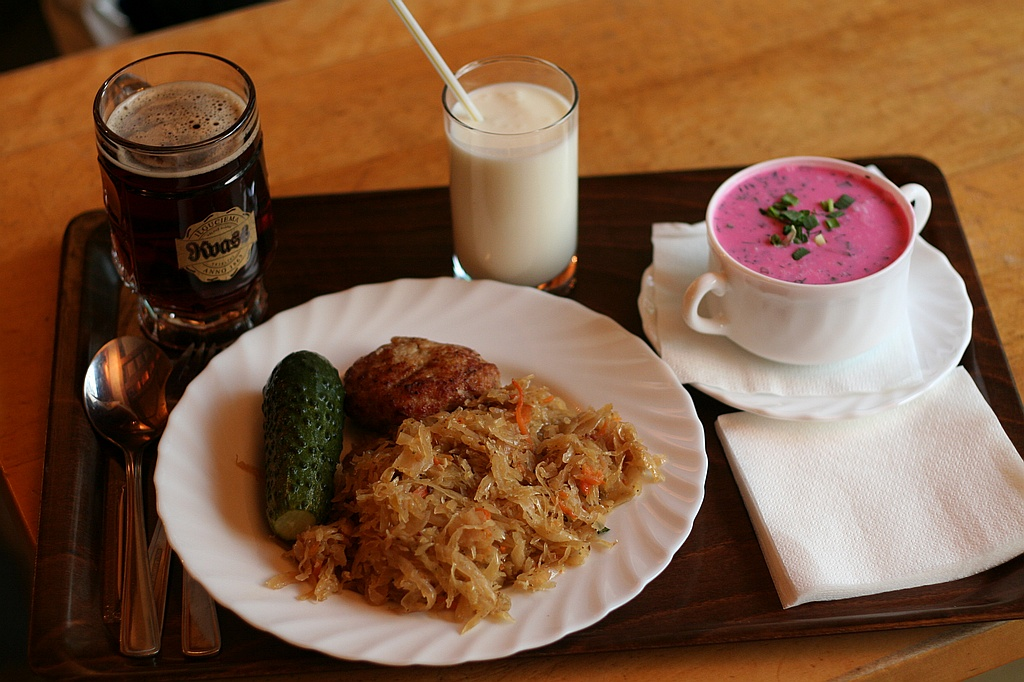
almuerzo lituano.

Debido a su herencia común, los lituanos, los polacos y los judíos asquenazíes tienen muchos platos y bebidas en común. De esta forma, los platos con pasta tienen diferentes versiones entre ellos y un buen ejemplo de ello son los pierogi, koldūnai o kreplach, los donuts (pączki o spurgos), los crêpes (bliny, blynai o blintzes).
Las tradiciones alemanas también han afectado a la cocina lituana, introduciendo en los platos ingredientes como la carne de cerdo y las patatas, de esta forma se tienen los pudding de patata (kugelis o kugel) y las salchichas de patata (vėdarai), así como el pastel con aires barrocos conocido como šakotis. La influencia más exótica proviene del Este y en concreto de la comunidad de origen turco: de la cocina de los karaítas y de esta forma los platos kibinai y čeburekai son muy populares en Lituania. Algunos de los platos tienen su origen en incidentes puntuales a lo largo de la historia, un ejemplo es la torta Napoleón introducida en la cocina mientras Napoleón pasaba por Lituania en el siglo XIX.
La ocupación del país por la Unión Soviética causó que algunos de los platos típicos de la cocina rusa hayan sido implantados en las costumbres lituanas, no obstante el empeño de algunos lituanos de mantener sus costumbres y su cocina ha logrado que hubiera pequeños cotos inalterados, que tras la independencia en 1990 hizo que la cocina tradicional haya logrado restaurar la identidad lituana.

## Platos
El Cepelinai es un plato típico de la cocina lituana (denominado en lituano como Didžkukuliai) es considerado uno de los platos nacionales de Lituania. Es un tipo de dumpling elaborado con puré de patatas y relleno de carne picada, acompañado de queso cuajada (cuajada) o setas. Se denomina así por recordar su forma a la de un Zepelín, el cepelinai suele ser de un tamaño de unos 20 cm de largo. Se sirve caliente y se acompaña con nata agria y bacon o costillas de cerdo. 
Se puede probar el kepta duona que es una especie de pan frito que suele ir acompañado de salsa de queso y ajo.

## Bebidas
- La cerveza ("prie alaus"): Alus es extremadamente popular en todo el país, especialmente desde la independencia en 1990. Varias cervezas lituanas han ganado premios internacionales. Cervecerías locales están disfrutando de un renacimiento.

- Arbata (té) - Manzanilla, Escaramujo, y otros tés de hierbas son populares, así como el té negro. Muchas infusiones de hierbas se utilizan para fines medicinales.

- Gira es una bebida no alcohólica hecha de la fermentación natural de trigo, centeno o pan de cebada, a veces con sabor a fruta, bayas, de pasas o savia de abedul; es similar al ruso o ucraniano kvass. Aquellos elaborados a partir del centeno y de semillas de alcaravea son populares y se distribuye en botellas de vidrio. Hay también una bebida carbonatada conocida como Gira, que se distribuye en botellas de plástico, pero no comparte ni sabor, ni la tecnología de producción con la bebida original.

- Degtinė ("the burn") es la versión Lituana del vodka, elaborado a partir de centeno, trigo o papa. Producido en el país, su calidad varía de básica a la Triple destilada.

- Kava (café): "expreso" hecho en casa, o con máquinas de café expreso en cafés. Es bastante fuerte, y generalmente dulce. Los Cafés (kavinė) se pueden encontrar no sólo en cada esquina de las ciudades sino también en las paradas de descanso en las autopistas y en cada punto de interés.

- Midus se dice que es la bebida alcohólica más antigua de Lituania, es una variedad de hidromiel elaborada a partir de la miel. Ya no es muy popular en Lituania, y su producción es limitada.

- Starka, un vodka de edad, así como Krupnikas, un licor de miel, son las bebidas tradicionales que datan de la Mancomunidad de Polonia-Lituania en los siglos XVI - XVIII. Hoy en día, la verdadera Starka sólo se produce en Polonia, y la Starka lituana es más bien una forma de Trauktinė.

- Trauktinė es un vodka a base de hierbas fuertes, hay muchas variedades. También se utiliza como medicina tradicional. Trejos devynerios ("999"), impregnada con 27 diferentes hierbas, es uno de los más conocidos.